# Elektra (Suspekt-album)
 For alternative betydninger, se Elektra (flertydig). (Se også artikler, som begynder med Elektra)
Elektra er det fjerde album fra den danske rapgruppe Suspekt, som blev udgivet 12. september 2011 på Tabu Records og Universal Music. Det er produceret af Rune Rask og Jonas Vestergaard. Det tjekkiske symfoniorkester Czech Film Orchestra medvirker på "Brænder byen ned", "Helt alene", "Nyt pas" og "Parasitter". Musikken for symfoniorkester blev indspillet i Rudolfinum koncertsalen i Prag og er komponeret og arrangeret af Frederik Magle, som også spiller kirkeorgel på "Parasitter". Tina Dickow synger omkvædet på "Helt alene".
Hele albummet blev præsenteret offentligt for første gang ved releasekoncerten, der blev holdt i DR Koncerthuset den 10. september 2011. Koncerten blev bl.a. anmeldt af Gaffa, der gav den 6 stjerner.
Elektra debuterede på førstepladsen af album-hitlisten med 5365 solgte eksemplarer i den første uge og modtog i november 2011 guld for 10.000 solgte eksemplarer.

## Spor
1. "Brænder byen ned" – 3:32
2. "Elektra – Requiem" – 1:08
3. "Ruller tungt" – 3:07
4. "Klaus Pagh" – 3:20
5. "Far gir en is" – 2:08
6. "Helt alene" (featuring Tina Dickow) – 4:26
7. "Elektra" – 3:47
8. "Vi ses i helvede" – 3:27
9. "Nyt pas" – 5:22
10. "The Valley" – 3:25
11. "Weekend kriger" – 3:04
12. "Parasitter" – 4:06